# Ludwig Rudolf Schiller
Ludwig Rudolf Schiller, auch Ludwig Rudolph Schiller (* 4. November 1710 in Blankenburg (Harz); † 30. Januar 1779 ebenda) war ein evangelisch-lutherischer Geistlicher und als Superintendent von 1764 bis 1778 der Leitende Geistliche im mit dem Fürstentum Braunschweig-Wolfenbüttel in Personalunion verbundenen  Fürstentum Blankenburg.

## Leben
Geboren als Sohn des Postmeisters und Apothekers Gottfried Schiller war Ludwig Rudolf Schiller nach dem Studium der Theologie 1737 bis 1744 Pfarrer in Trautenstein. 1744 wurde er Stadtprediger an der St.-Katharinen-Kirche in Blankenburg. Damit verbunden war das Amt des Priors des Klosters Michaelstein. 1764 wurde er unter Beibehaltung des Priorats  zum Pfarrer an der dortigen Bartholomäuskirche und Superintendenten des Fürstentums Blankenburg und Konsistorialassessor am herzoglichen Konsistorium berufen. 1774 erhielt er den Titel Kirchenrat. 1778 wurde er emeritiert. Sein Nachfolger wurde Heinrich Gottlieb Nyssenius.

## Werke
- Die Herrschaft Jesu des Gecreuzigten über die Welt, Welche er sich besonders durch sein Auferstehen erworben hat: Aus Joh. XX. v. 19-31. über Das ordentliche Evangelium am ersten Sonntage nach Ostern / abgebildet von Ludewig Rudolph Schiller, Stadt-Prediger in Blankenburg und Prior des Klosters Michaelstein. Pape, Blankenburg 1745 (Digitalisat), Universitätsbibliothek Rostock